# Charlie Callas
Charlie Callas (Brooklyn; 20 de diciembre de 1927 - Las Vegas; 27 de enero de 2011) fue un actor y comediante estadounidense, especialmente conocido por su trabajo con Mel Brooks, Jerry Lewis y Dean Martin y sus numerosas actuaciones en directo en diversos talk shows televisivos de los años setenta. También fue conocido por su papel de Malcolm Argos, el propietario de un restaurante y antiguo estafador en la serie de televisión Switch, de Eddie Albert y Robert Wagner.